# 第26戰鬥機聯隊 (納粹德國)
第26战斗机联队（德語：Jagdgeschwader 26，簡稱：JG 26）是隶属于纳粹德国空军的战斗机作战单位，它是納粹德國空軍最早成立的聯隊之一。該隊的作戰區域幾乎都在西線，和JG 2一同對抗西線的英美盟軍，截至纳粹德国无条件投降，该单位累计击落了2700多架敌机。由於西線盟軍飛行員素質極高，故此单位僅拥有3位击落数超过100架的超级王牌，其中包括阿道夫·加蘭德（擊落數104架）、Friedrich Geißhardt（擊落數102架）和約瑟夫·匹勒（擊落數101架）。

## 历史
1939年5月1日德國空軍展開戰前最後一次番號大變動，之前以軍區以及聯隊屬性編成的三位數代碼改為二碼代號，編號的原則以當時的四個航空隊來區別，第一航空隊分到的是1-25，第二航空隊分到的是26-50，第三航空隊則是51-75，第四航空隊則為76-100，而「施拉蓋特聯隊」位於第二航空隊麾下，因此就成了第26戰鬥機聯隊「施拉蓋特」。

### 聯隊長
- 愛德華·瑞特·馮·施萊赫（Eduard Ritter von Schleich），1938年11月1日 - 1939年12月9日
- Maj Hans Hugo Witt, 14 December 1939 – 23 June 1940
- Maj Gotthard Handrick, 24 June 1940 – 21 August 1940
- 阿道夫·加蘭德（Adolf Galland）,1940年8月22日 - 1941年12月5日
- Maj Gerhard Schöpfel, 6 December 1941 – 10 January 1943
- 約瑟夫·匹勒（Josef Priller）, 1943年1月11日–1945年1月27日
- Maj Franz Götz, 28 January 1945 – 7 May 1945